# Роджерсвілл (Алабама)
Роджерсвілл (англ. Rogersville) — місто (англ. town) в США, в окрузі Лодердейл штату Алабама. Населення — 1286 осіб (2020).

## Географія
Роджерсвілл розташований за координатами 34°49′41″ пн. ш. 87°17′0″ зх. д. / 34.82806° пн. ш. 87.28333° зх. д. (34.828033, -87.283266).  За даними Бюро перепису населення США в 2010 році місто мало площу 7,86 км², з яких 7,86 км² — суходіл та 0,01 км² — водойми.

## Демографія
Згідно з переписом 2010 року, у місті мешкало 1257 осіб у 555 домогосподарствах у складі 342 родин. Густота населення становила 160 осіб/км².  Було 639 помешкань (81/км²).
Расовий склад населення:
| - 91,2 % — білих - 6,1 % — чорних або афроамериканців - 1,0 % — корінних американців - 0,6 % — азіатів |

До двох чи більше рас належало 0,8 %. Частка іспаномовних становила 1,7 % від усіх жителів.
За віковим діапазоном населення розподілялося таким чином: 22,1 % — особи молодші 18 років, 55,9 % — особи у віці 18—64 років, 22,0 % — особи у віці 65 років та старші. Медіана віку мешканця становила 43,0 року. На 100 осіб жіночої статі у місті припадало 87,9 чоловіків;  на 100 жінок у віці від 18 років та старших — 84,0 чоловіків також старших 18 років.
Середній дохід на одне домашнє господарство  становив 41 556 доларів США (медіана — 36 346), а середній дохід на одну сім'ю — 52 919 доларів (медіана — 49 375). За межею бідності перебувало 28,7 % осіб, у тому числі 40,1 % дітей у віці до 18 років та 24,0 % осіб у віці 65 років та старших.
Цивільне працевлаштоване населення становило 325 осіб. Основні галузі зайнятості: роздрібна торгівля — 17,5 %, освіта, охорона здоров'я та соціальна допомога — 17,5 %, мистецтво, розваги та відпочинок — 14,2 %, виробництво — 12,6 %.